# Чемпіонат УРСР із шахів 1949
18-й чемпіонат України (УРСР) з шахів, що проходив в Одесі з 4 по 30 липня 1949 року.
Одеса вдруге приймала республіканський чемпіонат. Попередні шість, а також наступні п'ятнадцять чемпіонатів УРСР відбувалися в Києві. Учасників чемпіонату розмістили в санаторії на березі моря, і багато хто з них, розумно поєднували заняття спортом з шаховою боротьбою.
Головним арбітром турніру був відомий київський шахіст та лікар-терапевт — Абрам Замиховський (Київ);

## Переможці півфінальних турнірів
Для визначення учасників фінального турніру чемпіонату України, було проведено 5 півфінальних турнірів (один в Києві, по два в Станіславі та Дніпропетровську), за участі 57 кандидатів у майстри та першокатегорників.
Переможцями півфінальних турнірів стали:

1. У Києві — Юрій Сахаров;

2. У Станіславі (1 турнір) — Юхим Геллер (9 очок з 10 можливих);

3. У Станіславі (2 турнір) — Микола Сажаєв (8½ очок з 10 можливих);

4. У Дніпропетровську (1 турнір) — Василь Скоторенко (7 очок з 10 можливих);

5. У Дніпропетровську (2 турнір) — Юрій Каєм (7½ очок з 10 можливих);

## Фінальний турнір

### Рух за турами
Фінальний турнір зібрав дуже сильний склад, грали всі майстри спорту. Фаворитами змагань вважалися переможці попереднього чемпіонату О.Сокольський, О.Поляк, Е.Геллер та С.Котлерман.
Турнір з самого початку обіцяв бути цікавим. Вдало стартували Геллер, Ратнер та Липницький, які в перших шести турах набрали по 5 очок. По 4½ очка в своєму активі мали Сокольський, Котлерман і Каєм.
За підсумками 10 турів лідером турніру був Котлерман, який набрав 8 очок, за ним йшли Ратнер — 7½, Геллер — 7, Копаєв, Погребиський, Липницький по 6½ очок.
Після 14 туру Котлермана випередили Геллер та Липницький, які з 10½ очками очолили турнірну таблицю.
Фініш турніру виявився напруженим, так як більшість лідерів зустрічалися між собою. Відпали в боротьбі за перше місце Копаєв, який програв Когану і Сахарову, Котлерман, який в трьох партіях не набрав жодного очка, поступившись Сокольському, Погребиському і Каєму, та Ратнер (дві поразки від Когана та Липницького). І тільки Геллер, Липницький та Погребиський зберегли шанси в боротьбі за перше місце.
У передостанньому турі Геллер програвши Сахарову відставав від Липницького на ціле очко. Партія між ними в останньому турі вирішувала долю першого місця. Здобувши десяту перемогу поспіль Липницький випередив найближчих переслідувачів Геллера та Погребиського на 2 очка та вперше став чемпіоном України.
Зі 190 зіграних на турнірі партій  — 129 закінчилися перемогою однієї зі сторін (67,9 %), внічию завершилася 61 партія.

### Турнірна таблиця
| №  | Учасник                 | Звання | Місто           | 1 | 2 | 3 | 4 | 5 | 6 | 7 | 8 | 9 | 10 | 11 | 12 | 13 | 14 | 15 | 16 | 17 | 18 | 19 | 20 |  | +  | −  | =  | Очки | Місце  |
| -- | ----------------------- | ------ | --------------- | - | - | - | - | - | - | - | - | - | -- | -- | -- | -- | -- | -- | -- | -- | -- | -- | -- |  | -- | -- | -- | ---- | ------ |
| 1  | Ісаак Липницький        | кмс    | Київ            |   | 1 | 1 | 1 | 1 | 0 | 1 | ½ | 1 | 1  | 0  | ½  | ½  | 1  | 1  | 1  | 1  | 1  | 1  | 1  |  | 14 | 2  | 3  | 15½  | Gold   |
| 2  | Юхим Геллер             | кмс    | Одеса           | 0 |   | 0 | ½ | 1 | 1 | 1 | ½ | 0 | 1  | 1  | 1  | 1  | 1  | 0  | 1  | 1  | 1  | 1  | ½  |  | 12 | 4  | 3  | 13½  | Silver |
| 3  | Йосип Погребиський      | мс     | Київ            | 0 | 1 |   | ½ | 1 | ½ | 0 | 1 | ½ | 0  | 1  | ½  | 1  | 1  | 1  | ½  | 1  | 1  | 1  | 1  |  | 11 | 3  | 5  | 13½  | Silver |
| 4  | Борис Ратнер            | мс     | Київ            | 0 | ½ | ½ |   | ½ | 0 | 1 | ½ | ½ | ½  | ½  | ½  | 1  | 1  | ½  | 1  | ½  | 1  | 1  | 1  |  | 7  | 2  | 10 | 12   | 4—5    |
| 5  | Олексій Сокольський     | мс     | Львів           | 0 | 0 | 0 | ½ |   | 1 | 0 | 1 | ½ | ½  | ½  | ½  | 1  | 1  | 1  | 1  | 1  | 1  | ½  | 1  |  | 9  | 4  | 6  | 12   | 4—5    |
| 6  | Юхим Коган              | кмс    | Одеса           | 1 | 0 | ½ | 1 | 0 |   | 1 | ½ | ½ | ½  | ½  | 0  | 1  | ½  | 1  | 1  | 0  | ½  | 1  | 1  |  | 8  | 4  | 7  | 11½  | 6—9    |
| 7  | Микола Копаєв           | кмс    | Чернівці        | 0 | 0 | 1 | 0 | 1 | 0 |   | ½ | 0 | 1  | ½  | 1  | 1  | 0  | 1  | 1  | 1  | 1  | ½  | 1  |  | 10 | 6  | 3  | 11½  | 6—9    |
| 8  | Самуїл Котлерман        | кмс    | Одеса           | ½ | ½ | 0 | ½ | 0 | ½ | ½ |   | ½ | 0  | 1  | 1  | 1  | ½  | ½  | 1  | 1  | 1  | 1  | ½  |  | 7  | 3  | 9  | 11½  | 6—9    |
| 9  | Юрій Сахаров            | кмс    | Київ            | 0 | 1 | ½ | ½ | ½ | ½ | 1 | ½ |   | 0  | ½  | ½  | 1  | ½  | 1  | 1  | 0  | 1  | ½  | 1  |  | 7  | 3  | 9  | 11½  | 6—9    |
| 10 | Юрій Каєм               | кмс    | Дніпропетровськ | 0 | 0 | 1 | ½ | ½ | ½ | 0 | 1 | 1 |    | ½  | 0  | ½  | ½  | ½  | ½  | 1  | 1  | 1  | ½  |  | 6  | 4  | 9  | 10½  | 10     |
| 11 | Абрам Кофман            | кмс    | Київ            | 1 | 0 | 0 | ½ | ½ | ½ | ½ | 0 | ½ | ½  |    | ½  | ½  | 1  | 1  | ½  | 0  | ½  | 1  | 1  |  | 5  | 4  | 10 | 10   | 11     |
| 12 | Овсій Поляк             | кмс    | Київ            | ½ | 0 | ½ | ½ | ½ | 1 | 0 | 0 | ½ | 1  | ½  |    | 0  | ½  | 1  | 0  | 1  | 1  | 0  | 1  |  | 6  | 6  | 7  | 9½   | 12     |
| 13 | Еммануїл Вайнблат       | 1 кат  | Дніпропетровськ | ½ | 0 | 0 | 0 | 0 | 0 | 0 | 0 | 0 | ½  | ½  | 1  |    | ½  | 1  | 1  | ½  | ½  | 1  | 1  |  | 5  | 8  | 6  | 8    | 13—14  |
| 14 | Олександр Серебрийський | кмс    | Харків          | 0 | 0 | 0 | 0 | 0 | ½ | 1 | ½ | ½ | ½  | 0  | ½  | ½  |    | 1  | ½  | 1  | ½  | 1  | 0  |  | 4  | 7  | 8  | 8    | 13—14  |
| 15 | Владлен Зурахов         | кмс    | Київ            | 0 | 1 | 0 | ½ | 0 | 0 | 0 | ½ | 0 | ½  | 0  | 0  | 0  | 0  |    | 1  | 1  | 1  | 0  | 1  |  | 5  | 11 | 3  | 6½   | 15—16  |
| 16 | Василь Скоторенко       | кмс    | Дніпропетровськ | 0 | 0 | ½ | 0 | 0 | 0 | 0 | 0 | 0 | ½  | ½  | 1  | 0  | ½  | 0  |    | 1  | ½  | 1  | 1  |  | 4  | 10 | 5  | 6½   | 15—16  |
| 17 | Микола Сажаєв           | кмс    | Львів           | 0 | 0 | 0 | ½ | 0 | 1 | 0 | 0 | 1 | 0  | 1  | 0  | ½  | 0  | 0  | 0  |    | ½  | 1  | ½  |  | 4  | 11 | 4  | 6    | 17     |
| 18 | М.Посельник             | 1 кат  | Ізмаїл          | 0 | 0 | 0 | 0 | 0 | ½ | 0 | 0 | 0 | 0  | ½  | 0  | ½  | ½  | 0  | ½  | ½  |    | 1  | ½  |  | 1  | 11 | 7  | 4½   | 18-19  |
| 19 | Іван Хвальчев           | 1 кат  | Ужгород         | 0 | 0 | 0 | 0 | ½ | 0 | ½ | 0 | ½ | 0  | 0  | 1  | 0  | 0  | 1  | 0  | 0  | 0  |    | 1  |  | 3  | 13 | 3  | 4½   | 18-19  |
| 20 | Володимир (Вульф) Кунін | 1 кат  | Дніпропетровськ | 0 | ½ | 0 | 0 | 0 | 0 | 0 | ½ | 0 | ½  | 0  | 0  | 0  | 1  | 0  | 0  | ½  | ½  | 0  |    |  | 1  | 13 | 5  | 3½   | 20     |